# Niestedt
Niestedt ist ein Ortsteil der Stadt Dannenberg (Elbe) in der Samtgemeinde Elbtalaue im Landkreis Lüchow-Dannenberg in Niedersachsen.
Das Dorf liegt drei Kilometer südwestlich des Zentrums von Dannenberg.

## Geschichte
Für das Jahr 1848 wird angegeben, dass das Niestedt 17 Wohngebäude hatte, in denen 150 Einwohner lebten. Zu der Zeit war der Ort in die Parochie St. Annen in Dannenberg eingepfarrt, die Schule befand sich in Prisser.
Am 1. Dezember 1910 hatte Niestedt als Forstbezirk im Kreis Dannenberg 82 Einwohner.